# Stand Up
1969. augusztus 1-jén jelent meg a Jethro Tull második albuma, a Stand Up. Mick Abrahams gitáros az első album, a This Was után kivált a zenekarból, mivel neki jobban tetszett annak blues-rockos stílusa, Ian Anderson viszont más zenei formákat is ki akart próbálni. A Stand Up az első album, ahol Anderson egymaga írta a szövegeket (több a családjával való viszonyára utal) és a zenét. Zeneileg tovább megy a This Wasnál, kelta és klasszikus hatások is megfigyelhetőek rajta. Az album egyetlen instrumentális darabja, a "Bourée" a Jethro Tull egyik legismertebb dala, J.S. Bach egyik művének átdolgozása. Valószínűleg a "We Used to Know" adta az ihletet az Eagles "Hotel California" című dalához; a két zenekar 1976-ban együtt turnézott. Az Egyesült Királyságban ez volt a zenekar egyetlen listavezető albuma. A borítót úgy tervezték, hogy egy fametszet benyomását keltse; amikor kinyitották, a zenekar „felállt”, úgy, mint a hasonlóan tervezett gyerekkönyvekben.

## Az album dalai
A Stand Upot 2001-ben újrakeverték és négy új dalt tettek rá.
Minden dalt Ian Anderson írt, kivéve, ahol jelölve van.
1. "A New Day Yesterday" – 4:10
2. "Jeffrey Goes to Leicester Square" – 2:12
3. "Bourée" (J.S. Bach, a Jethro Tull feldolgozása) – 3:46
4. "Back to the Family" – 3:48
5. "Look into the Sun" – 4:20
6. "Nothing is Easy" – 4:25
7. "Fat Man" – 2:52
8. "We Used to Know" – 3:59
9. "Reasons for Waiting" – 4:05
10. "For a Thousand Mothers" – 4:13
11. "Living in the Past" – 3:23
12. "Driving Song" – 2:44
13. "Sweet Dream" – 4:05
14. "17" – 3:07

## Közreműködők
- Ian Anderson – ének, fuvola, szájharmonika, akusztikus gitár, mandolin, balalajka, Hammond orgona, zongora
- Martin Barre – elektromos gitár, fuvola
- Glenn Cornick – basszusgitár
- Clive Bunker – dob, ütőhangszerek

### Produkció
- Andy Johns – hangmérnök
- David Palmer – vonósok hangszerelése
- John Williams – borító
- Terry Ellis – producer

## Külső hivatkozások
- Információk a Jethro Tull hivatalos honlapján
- Információk a Progressive World honlapján